# 광적로
광적로(Gwangjeok-ro)는 경기도 양주시 광적면 가납사거리에서 양주시 광적면 덕도삼거리 를잇는 도로이다.

## 주요 경유지
경기도
- 양주시 (광적면)

## 노선
| 이름        | 접속 노선                               | 소재지 | 소재지 | 비고 |
| ----------- | --------------------------------------- | ------ | ------ | ---- |
| 가납사거리  | 국가지원지방도 제39호선 (삼일로) 부흥로 | 양주시 | 광적면 |      |
| 광문교      |                                         | 양주시 | 광적면 |      |
| 광적사거리  | 권율로 광적로 58번길                    | 양주시 | 광적면 |      |
| 석우삼거리  | 가래비길                                | 양주시 | 광적면 |      |
| 섬말 교차로 | 현석로                                  | 양주시 | 광적면 |      |
| 석우교      |                                         | 양주시 | 광적면 |      |
| 덕도 교차로 | 국가지원지방도 제56호선 (광남로)        | 양주시 | 광적면 |      |
| 법도교      |                                         | 양주시 | 광적면 |      |
| 덕도삼거리  | 지방도 제364호선 (화합로)               | 양주시 | 광적면 |      |

## 주요 건물 및 시설
- 광적119안전센터 (광적로 55/가납리 765-9)
- HD현대오일뱅크 광적충전소 (광적로 118/석우리 392-1)
- 경동택배 양주석우 417영업소 (광적로 119/석우리 417-5)
- GS25 양주석우점 (광적로 126/석우리 382-2)
- 미니스톱 양주석우점 (광적로 151/석우리 433-3)
- S-OIL 석우리주유소 (광적로 192/석우리 441-9)
- GS25 양주풀무골점 (광적로 225/석우리 470-3)
- CU 양주덕도리점 (광적로 355/덕도리 622-2)